# مارس آرکی
مارس آرکی (به انگلیسی: Mars RK) یک شرکت هواپیمایی با کد یاتا 6V است که در ۲۰۰۱ میلادی تأسیس شده‌است. دفتر مرکزی مارس آرکی در کی‌یف، اوکراین واقع شده‌است و قطب این شرکت هواپیمایی در فرودگاه کی‌یف ژولیانی قرار دارد.